# Terrence Higgins Trust

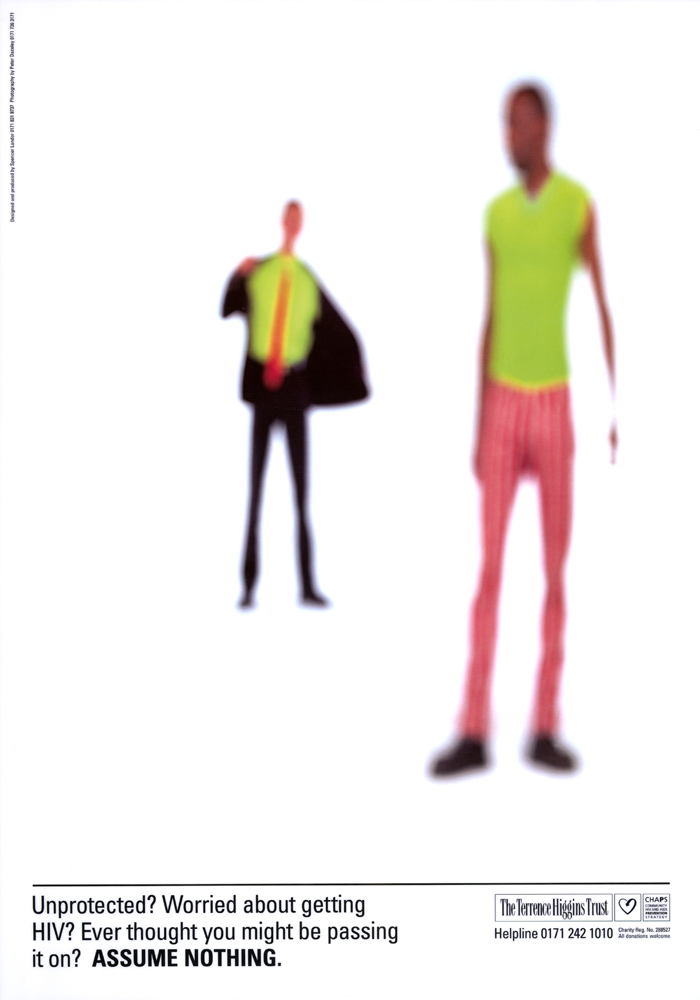

A Terrence Higgins Trust egy brit jótékonysági szervezet, amely különféle, AIDS betegségekkel kapcsolatos ügyekben kampányol (ide tartozik például a biztonságos szexuális élet is), szolgáltatásokat nyújt nemzetközi és helyi szinten a kórral kapcsolatban lévő embereknek, és minél szélesebb körben próbálja felhívni a figyelmet erre a betegségre.
Ez volt Anglia első AIDS-szel foglalkozó jótékonysági szervezete, még 1982-ben alapították Terry Higgins Trust néven. Terry Higgins 1982. június 4-én, 37 évesen halt meg AIDS betegségben a londoni St. Thomas kórházban. Az első angliai AIDS fertőzött áldozat volt. A barátja, Rupert Whitaker barátok és önkéntesek segítségével alapította meg a szervezetet, hogy megakadályozzák a szörnyű betegség terjedését. Nem sokkal az indulás után változtatták meg a nevét Terry-ről Terrence-re, mert ez jobban illett egy ilyen típusú szervezethez. 1983-ban bankszámlát hoztak létre, és aláírták a társasági szerződést. 1983 novemberében bejegyezték korlátolt felelősségű társaságként, majd 1984 januárjában elnyerte a „jótékonysági alapítvány címet”. 

## Külső hivatkozások
- Az alapítvány honlapja Archiválva 2009. június 29-i dátummal a Wayback Machine-ben